# Яворський Зенон
Зено́н Яво́рський (26 березня 1895, с. Ілавче, Теребовлянський повіт — квітень 1986) — український військовик, хорунжий Легіону УСС.

## Життєпис
Народився 26 березня 1895 року в селі Ілавче Теребовлянського повіту у сім'ї священника.
Протягом 1906-1909 навчався у гімназії, а згодом у реальній школі в Тернополі. 
Учасник боїв на горі Лисоні, де був поранений 3 вересня 1916 року. Командант телефонічного центру УСС (з 1918 року). Командант зв'язкової сотні 1-го полку УСС. 
Учасник листопадових боїв за Львів у 1918 році. Під час польсько-українського походу на Київ 1920 року очолював службу внутрішнього зв'язку бронепоїзду «Запорожець».
Від 1921 року на еміграції в Чехословаччині у таборі Йозефів, згодом у Празі де здобув освіту інженера-хіміка. 
Після 1923 року повернувся до Галичини, працював за фахом на цукровому заводі. 
В 1944 році емігрував до Німеччини, очолював табір для біженців у місті Інгольштадт. Згодом емігрував до США. Брав участь у діяльності гетьманського руху. 
Автор спогадів «В обіймах партнерів Андрусова», які друкувалися в газеті «Батьківщина» (Детройт) у 1955–1960 роках.
Помер 1986 року в Детройті.